# یاکوب اوفتبرو
یاکوب اوفتبرو (انگلیسی: Jakob Oftebro؛ زادهٔ ۱۲ ژانویهٔ ۱۹۸۶) هنرپیشه اهل نروژ است.
از فیلم‌ها یا برنامه‌های تلویزیونی که وی در آن نقش داشته است، می‌توان به به ترتیب خروج از صحنه، لیلیهامر و ویکتوریا اشاره کرد.